# Kyriakos Ioannou
Kyriakos Ioannou, född 26 juli 1984 i Limassol, Cypern, är en cypriotisk friidrottare som tävlar i höjdhopp.
Ioannou hamnade på 10:e plats vid sitt första världsmästerskap i Helsingfors 2005. Hans första medalj, brons, vann han vid Samväldesspelen 2006 i Melbourne i Australien då han hoppade 2,23. 
Vid VM 2007 i Osaka blev han åter bronsmedaljör när han noterade nytt personligt rekord med 2,35. Hans tredje bronsmedalj vann han vid inomhus-VM 2008 då efter att ha klarat 2,30.
Han deltog vid Olympiska sommarspelen 2008 men misslyckades med att kvalificera sig till finalhoppningen. Vid VM-tävlingarna i Berlin 2009 blev Ioannou silvermedaljör.
Ioannou är 1,93 cm lång och väger 60 kg.

## Personliga rekord
- Höjdhopp utomhus - 2,35 meter (29 augusti 2007 i Osaka)
- Höjdhopp inomhus - 2,32 meter (7 februari 2008 i Novi Sad)